# Телебашня «Лотус»
Башня «Лотус» (англ. Colombo Lotus Tower) — телебашня высотой 356 м (1168 футов), расположенная в Коломбо (Шри-Ланка). Башня является второй по высоте в Южной Азии. Будет использоваться для связи, наблюдения и развлечений. Строительство стоимостью $ 104,3 млн финансировалось Эксимбанком КНР.

## Строительство
Сначала было предложено построить башню в пригороде Коломбо Пелиагода, но позже правительство Шри-Ланки решило переместить объект в центр города на набережную озера Бейра.
Фундамент заложен 20 января 2012 года В декабре 2014 года строительство башни пересекло рубеж 125 м, а по состоянию на июль 2015 года высота башни достигла 255 м (837 футов). Строительство «лепестков» верхней обстройки завершено в начале 2018 года.
Дизайн здания вдохновлен цветком лотоса. Лотос символизирует чистоту в культуре Шри-Ланки, а также означает процветание и развитие страны.
Башня имеет четыре входа, причём два из них для VIP-гостей, включая государственных лидеров. На первом этаже будет расположен музей и ресторан. Подиум на башне состоит из 6 этажей. На первом этаже подиума разместится музей и два выставочных зала. Второй этаж будет использоваться для нескольких конференц-залов, вмещающих более 500 человек. На третьем этаже расположены рестораны, супермаркеты и фуд-корт. Зал на 1000 мест расположен на четвёртом этаже, который также будет использоваться в качестве бального зала. Пятый этаж включает роскошные гостиничные номера, большие бальные залы, а на седьмом этаже будет наблюдательная галерея.
Основными источниками доходов Lotus Tower станут туризм и лизинг антенн. Она будет функционировать как радиовещательная антенна и структура поддержки для 50 телевизионных служб, 35 FM-радиостанций и 20 провайдеров телекоммуникационных услуг.